# خواکین ایریگوییا
خواکین ایریگوییا (انگلیسی: Joaquín Irigoytía؛ زادهٔ ۱۵ اوت ۱۹۷۵) بازیکن فوتبال، و وکیل اهل آرژانتین است.
از باشگاه‌هایی که در آن بازی کرده‌است می‌توان به باشگاه فوتبال ریور پلاته اشاره کرد.